# Bayerischer Theaterpreis
Der Bayerische Theaterpreis ist ein seit 1997 von der Staatsregierung Bayerns vergebener Preis für hervorragende Leistungen von Bühnen im deutschsprachigen Raum. Er wurde offenbar nur bis 2002 verliehen.

## Preise
Der Preis wird für Eigenproduktionen des laufenden Jahres oder des Vorjahrs in den Kategorien Schauspiel, Oper und Tanz sowie anderer Theaterformen (z. B. Operette, Musical) vergeben (Preisgeld bis zu € 50.000). Außerdem werden regelmäßig nicht kategorisierbare "andere Theaterereignisse" mit einem Preis bedacht. Seit 2002 gibt es auch einen Preis in der Sparte Kinder- und Jugendtheater (Preisgeld bis zu € 25.000). Das Preisgeld muss innerhalb der nächsten drei Jahre für künstlerische Projekte verwendet werden, die aus dem laufenden Etat des Theaters ansonsten nicht oder nicht in dieser künstlerischen Ausgestaltung finanziert werden könnten.
Zusätzlich zu den Preisen für Bühnen wurde 1997 bis 2001 ein Einzelpreis an eine Einzelperson für besondere Leistungen vergeben. Erstmals 1998 und seit 2000 regelmäßig wird ein nicht dotierter Ehrenpreis des bayerischen Ministerpräsidenten an eine Einzelperson des Theaterlebens vergeben.

## Jury
Die Vergabe des Preises wird vom bayerischen Ministerpräsidenten entschieden. Vorschläge unterbreitet eine Jury aus Schauspielern, Intendanten, Kritikern, Autoren und einem Kulturbeamten. Die Jury wird ihrerseits vom Kuratorium Bayerischer Theaterpreis beraten, die sich aus Intendanten der bayerischen Staatstheater, dem Präsidenten der Bayerischen Theaterakademie und einem Vertreter des Kunstministeriums zusammensetzt.

## Preisträger

### 1997
- Sprechtheater: Niedersächsisches Staatstheater Hannover für I hired a contract killer nach dem Film von Aki Kaurismäki in der Inszenierung von Andreas Kriegenburg
- Oper: Bremer Theater für  Macbeth von Giuseppe Verdi in der Inszenierung von David Mouchtar-Samorai
- Tanz: Bayerisches Staatsballett für Luigi-Nono-Projekt in der Choreographie von Davide Bombana
- Weitere Theaterereignisse: Salzburger Festspiele für Pierrot Lunaire von Arnold Schönberg in der Inszenierung von Christoph Marthaler
- Einzelpreis: Julia Varady

### 1998
- Sprechtheater: Schauspielhaus Zürich für Die Schwärmer von Robert Musil in der Inszenierung von Dieter Giesing, Stadttheater Würzburg für Top Dogs von Urs Widmer in der Inszenierung von Harald Siebler
- Oper:
  - Hamburgische Staatsoper für Lohengrin von Richard Wagner in der Inszenierung von Peter Konwitschny
  - Ulmer Theater für Jenůfa von Leoš Janáček in der Inszenierung von  Ansgar Haag
- Tanz: Leipziger Ballett für Große Messe in der Choreographie von Uwe Scholz
- Weitere Theaterereignisse: Stadttheater Fürth für Die Ware Liebe oder Das ist der Mond über Soho in der Inszenierung von Gina Pietsch
- Einzelpreis: Ivor Bolton
- Ehrenpreis des Bayerischen Ministerpräsidenten: Rolf Boysen

### 1999
- Sprechtheater: Münchner Kammerspiele für Cymbeline von William Shakespeare in der Inszenierung von Dieter Dorn; Stadttheater Würzburg für Freitag von Hugo Claus in der Inszenierung von Jessica Steinke
- Oper: Staatstheater Stuttgart für Die Entführung aus dem Serail von Wolfgang Amadeus Mozart in der Inszenierung von Hans Neuenfels
- Tanz: Opernhaus Kiel für Schlaraffenland ist abgebrannt  in der Choreographie von Stephan Thoß
- Weitere Theaterereignisse: Theater Basel für Das Beste aus: Menschliches Versagen – Folge 1 von Ruedi Häusermann
- Einzelpreis: Rudolf Noelte

### 2000
- Oper: Pnima...ins Innere von Chaya Czernowin im Rahmen der Münchener Biennale in der Inszenierung von Claus Guth
- Schauspiel: Bayerisches Staatsschauspiel für Woyzeck von Georg Büchner in der Inszenierung von Stéphane Braunschweig
- Tanz: Städtische Bühnen Nürnberg für Eine Winterreise in der Choreographie von Daniela Kurz
- Weitere Theaterereignisse:
  - Theater Triebwerk Hamburg für Moby Dick in der Inszenierung von Erich Schäffler
  - Theater Salz und Pfeffer Nürnberg für Glittras Auftrag: Schutzengel in geheimer Mission unter der Regie von Tristan Vogt
- Einzelpreis: Ruth Drexel
- Ehrenpreis des Bayerischen Ministerpräsidenten: Achim Freyer

### 2001
- Oper: Opernhaus Halle für Scherz, Satire, Ironie und tiefere Bedeutung von Detlev Glanert in der Inszenierung von Fred Berndt
- Schauspiel: Deutsches Nationaltheater Weimar für Faust I in der Inszenierung von Julia von Sell und Karsten Wiegand
- Tanz: Hamburg Ballett für Nijinsky in der Choreographie von John Neumeier
- Weitere Theaterereignisse:
  - Theater Basel für Actus tragicus in der Inszenierung von Herbert Wernicke
  - Theater Pfütze Nürnberg für In einem tiefen, dunklen Wald... in der Inszenierung von Christopher Gottwald
- Einzelpreis: David Alden, Regisseur
- Ehrenpreis des Bayerischen Ministerpräsidenten: Romuald Pekny

### 2002
- Oper: Komische Oper Berlin für The Turn of the Screw von Benjamin Britten in der Inszenierung von Harry Kupfer
- Schauspiel: Staatstheater Stuttgart für Brand von Henrik Ibsen in der Inszenierung von Hasko Weber
- Tanz: Ballett Frankfurt für The Room As It Was unter der Choreografie von William Forsythe
- Andere Theaterereignisse: Metropoltheater (München) für Die drei Leben der Lucie Cabrol von John Berger in der Inszenierung von Jochen Schölch
- Kinder- und Jugendtheater: Theater Mummpitz Nürnberg für Salto und Mortale in der Inszenierung von Jean-Paul Denizon
- Ehrenpreis des Bayerischen Ministerpräsidenten: Doris Schade

### 2005
- Schauspiel: Theater Regensburg für Orestie von Aischylos in der Inszenierung von Michael Bleiziffer
- Einzelpreis: Ulrike Lodwig